# Steve Ralston
Steve Ralston (* 14. Juni 1974 in Oakville, Missouri) ist ein ehemaliger US-amerikanischer Fußballspieler.

## Spielerkarriere

### Verein
1996 kam er durch das Nachwuchsförderprogramm MLS College Draft in die neu gegründete Major League Soccer von der Florida International University. Er wurde von Tampa Bay Mutiny gedraftet und erhielt gleich in der ersten Saison den MLS Rookie of the Year Award, dem Nachwuchspreis der MLS. Ralston spielte für Tampa Bay sechs Jahre lang und verließ die Mannschaft, nachdem diese 2002 aufgelöst wurde. Er ging damit in die Geschichte, als er den Rekord für die meisten Spiele bei dem Verein aufstellte. Insgesamt stand er 187 mal auf dem Platz für die Mannschaft aus Florida.
2002 ging er zu New England Revolution. In seinem ersten Jahr bei den Revs erzielte er die meisten Vorlagen (19) in dieser Saison. In den folgenden Spielzeiten war er mehrmals Kapitän der Mannschaft.
Zur Saison 2010 verließ Ralston die Revs und wechselte zum neuen Fußball-Franchise AC St. Louis in die USSF D2 Pro League, die zweithöchste Liga der USA. Er war der erste Spieler, der von dem neuen Verein unter Vertrag genommen wurde. Gleichzeitig war er auch Co-Trainer unter dem damaligen Trainer Claude Anelka. Aufgrund von finanziellen Schwierigkeiten, die der Verein hatte, wechselte Ralston im Juni 2010 zurück zu New England Revolution.
Gleich in seinem ersten Spiel für die Revs verletzte er sich am Ellenbogen. Im Juli 2010 gab er seinen Rücktritt bekannt.

### Nationalmannschaft
Sein erstes Länderspiel absolvierte Ralston am 17. Januar 1997 gegen die Peruanische Fußballnationalmannschaft. 
2005 absolvierte er 15 Länderspiele in einem Jahr, wurde aber für die Fußball-Weltmeisterschaft 2006 nur als mögliche Alternative gesehen. Seinen letzten Auftritt für die Nationalmannschaft hatte er 2007 bei dem CONCACAF Gold Cup.

## Trainerkarriere
Nachdem er seine ersten Erfahrungen als Co-Trainer bei AC St. Louis gemacht hatte, übernahm er im Juli 2010 die Stelle des Assistenztrainers bei Houston Dynamo. Am 6. Januar 2015 wechselte er zusammen mit Trainer Dominic Kinnear zu den San Jose Earthquakes und dort als Assistenztrainer zu arbeiten.

## Privat
Steve Ralston ist verheiratet mit Rachel. Mit ihr hat er zwei Töchter Anna und Clara, und einen Sohn, Liam.